# Liga de Campeones de voleibol masculino de 2002-03
La Liga de Campeones de voleibol masculino de 2002-03 fue la 44° edición de la historia de la competición organizada por la CEV entre el 4 de diciembre de 2002 y el 23 de marzo de 2003. La Final Four se disputó en Milán donde el equipo ruso del  Lokomotiv Bélgorod ganó su primera Liga de Campeones.

## Equipos participantes
En la edición de la Liga de Campeones de 2002-03 participan 20 equipos; dos equipos proveniente de los mejores ocho federaciones de Europa y una para las siguientes cuatro.
| País       | Plazas | Equipos                            |
| Italia     | 2      | Pallavolo Modena y PV Cuneo        |
| Rusia      | 2      | MGTU Moscú y Lokomotiv Bélgorod    |
| Grecia     | 2      | Olympiacos SF Pireo y Iraklis VC   |
| Turquía    | 2      | SGK Ankara y Erdemirspor Eregli    |
| Francia    | 2      | Stade Poitevin y París Volley      |
| Polonia    | 2      | Kędzierzyn-Koźle y AZS Częstochowa |
| España     | 2      | Uncaja Almería y CV Málaga         |
| Bélgica    | 2      | Noliko Maaseik y Knack Roeselare   |
| Bulgaria   | 1      | Levski Sofia                       |
| Alemania   | 1      | VfB Friedrichshafen                |
| Austria    | 1      | HotVolleys Viena                   |
| Yugoslavia | 1      | OK Podgorica                       |

## Fase de grupos

### Fórmula
Los equipos fueron sorteados en cinco grupo de cuatro; equipo del mismo país no pueden estar en el mismo grupo.
En la fase de grupos los equipo reciben dos puntos por cada victoria y un punto por cada derrota cualquier sea el resultado del partido; los primeros equipos de cada grupo y los mejores tres segundos se califican para la siguiente ronda. El primer criterio de desempate es el ratio/set y luego el ratio/puntos.

|  | Equipos clasificados para los Playoff de la Liga de Campeones 2002-03. |
|  | Equipos eliminados de la competición.                                  |

### Grupo A
| Pos. | Equipo           | Pt | G | P | SG | SP | Ratio | PG  | PP  | Ratio |
| ---- | ---------------- | -- | - | - | -- | -- | ----- | --- | --- | ----- |
| 1.   | Noliko Maaseik   | 12 | 6 | 0 | 18 | 7  | 2.571 | 566 | 490 | 1.155 |
| 2.   | Levski Sofia     | 9  | 3 | 3 | 12 | 12 | 1.000 | 515 | 521 | 0.988 |
| 3.   | Olympiacos Pireo | 8  | 2 | 4 | 12 | 15 | 0.800 | 581 | 589 | 0.986 |
| 4.   | AZS Częstochowa  | 8  | 1 | 5 | 8  | 16 | 0.500 | 501 | 563 | 0.889 |

|     | Maa | Sof | Oly | Cze |
| --- | --- | --- | --- | --- |
| Maa | -   | 3-0 | 3-1 | 3-2 |
| Sof | 2-3 | -   | 3-2 | 3-1 |
| Oly | 2-3 | 3-1 | -   | 3-2 |
| Cze | 0-3 | 0-3 | 3-1 | -   |

### Grupo B
| Pos. | Equipo             | Pt | G | P | SG | SP | Ratio | PG  | PP  | Ratio |
| ---- | ------------------ | -- | - | - | -- | -- | ----- | --- | --- | ----- |
| 1.   | Pallavolo Modena   | 12 | 6 | 0 | 18 | 2  | 9.000 | 486 | 406 | 1.197 |
| 2.   | Knack Roeselare    | 9  | 3 | 3 | 12 | 11 | 1.090 | 522 | 497 | 1.050 |
| 3.   | Uncaja Almería     | 8  | 2 | 4 | 6  | 13 | 0.461 | 401 | 465 | 0.862 |
| 4.   | Erdemirspor Eregli | 7  | 1 | 5 | 5  | 15 | 0.333 | 436 | 477 | 0.914 |

|     | Mod | Roe | Alm | Erd |
| --- | --- | --- | --- | --- |
| Mod | -   | 3-2 | 3-0 | 3-0 |
| Roe | 0.3 | -   | 3-0 | 3-0 |
| Alm | 0-3 | 3-1 | -   | 3-0 |
| Erd | 0-3 | 2-3 | 3-0 | -   |

### Grupo C
| Pos. | Equipo              | Pt | G | P | SG | SP | Ratio | PG  | PP  | Ratio |
| ---- | ------------------- | -- | - | - | -- | -- | ----- | --- | --- | ----- |
| 1.   | París Volley        | 12 | 6 | 0 | 18 | 4  | 4.500 | 513 | 443 | 1.158 |
| 2.   | VfB Friedrichshafen | 10 | 4 | 2 | 15 | 10 | 1.500 | 561 | 540 | 1.038 |
| 3.   | HotVolleys Viena    | 7  | 1 | 5 | 7  | 16 | 0.437 | 524 | 538 | 0.974 |
| 4.   | OK Podgorica        | 7  | 1 | 5 | 6  | 16 | 0.375 | 451 | 528 | 0.854 |

|     | Par | Fri | Vie | Pod |
| --- | --- | --- | --- | --- |
| Par | -   | 3-1 | 3-1 | 3-0 |
| Fri | 2-3 | -   | 3-1 | 3-2 |
| Vie | 0-3 | 1-3 | -   | 3-1 |
| Pod | 0-3 | 0-3 | 3-1 | -   |

### Grupo D
| Pos. | Equipo             | Pt | G | P | SG | SP | Ratio | PG  | PP  | Ratio |
| ---- | ------------------ | -- | - | - | -- | -- | ----- | --- | --- | ----- |
| 1.   | Lokomotiv Bélgorod | 11 | 5 | 1 | 17 | 7  | 2.428 | 562 | 465 | 1.208 |
| 2.   | Stade Poitevin     | 10 | 4 | 2 | 14 | 13 | 1.076 | 591 | 612 | 0.965 |
| 3.   | Iraklis VC         | 8  | 2 | 4 | 10 | 13 | 0.769 | 507 | 521 | 0.973 |
| 4.   | SGK Ankara         | 7  | 1 | 5 | 8  | 16 | 0.500 | 516 | 578 | 0.892 |

|     | Bel | StP | Ira | SGK |
| --- | --- | --- | --- | --- |
| Bel | -   | 3-1 | 3-0 | 3-0 |
| StP | 3-2 | -   | 3-2 | 3-1 |
| Ira | 1-3 | 3-1 | -   | 3-0 |
| SGK | 2-3 | 2-3 | 3-1 | -   |

### Grupo E
| Pos. | Equipo           | Pt | G | P | SG | SP | Ratio | PG  | PP  | Ratio |
| ---- | ---------------- | -- | - | - | -- | -- | ----- | --- | --- | ----- |
| 1.   | Kędzierzyn-Koźle | 11 | 5 | 1 | 15 | 7  | 2.142 | 509 | 451 | 1.128 |
| 2.   | MGTU Moscú       | 10 | 4 | 2 | 12 | 9  | 1.333 | 485 | 452 | 1.073 |
| 3.   | PV Cuneo         | 9  | 3 | 3 | 15 | 11 | 1.363 | 569 | 563 | 1.010 |
| 4.   | CV Málaga        | 6  | 0 | 6 | 3  | 18 | 0.166 | 416 | 513 | 0.810 |

|     | Bel | StP | Ira | SGK |
| --- | --- | --- | --- | --- |
| Bel | -   | 3-1 | 3-0 | 3-0 |
| StP | 3-2 | -   | 3-2 | 3-1 |
| Ira | 1-3 | 3-1 | -   | 3-0 |
| SGK | 2-3 | 2-3 | 3-1 | -   |

## Fase Final

### Cuadro
|  | Playoff             |   |   |
|  |                     |   |   |
|  | Pallavolo Modena    | 3 | 2 |
|  | VfB Friedrichshafen | 1 | 3 |
|  |                     |   |   |
|  | Kędzierzyn-Koźle    | 3 | 1 |
|  | Noliko Maaseik      | 0 | 3 |
|  |                     |   |   |
|  | Stade Poitevin      | 3 | 0 |
|  | París Volley        | 2 | 3 |
|  |                     |   |   |
|  | MGTU Moscú          | 1 | 1 |
|  | Lokomotiv Bélgorod  | 3 | 3 |

|  | Semifinal          | Semifinal          |   |                  | Final            | Final |  |
|  |                    |                    |   |                  |                  |       |  |
|  |                    |                    |   |                  |                  |       |  |
|  | Pallavolo Modena   | 3                  |   |                  |                  |       |  |
|  | Kędzierzyn-Koźle   | 1                  |   |                  |                  |       |  |
|  |                    |                    |   |                  |                  |       |  |
|  |                    |                    |   |                  |                  |       |  |
|  |                    |                    |   |                  | Pallavolo Modena | 0     |  |
|  |                    | Lokomotiv Bélgorod | 3 |                  |                  |       |  |
|  |                    |                    |   |                  |                  |       |  |
|  |                    |                    |   |                  |                  |       |  |
|  |                    |                    |   |                  | Tercer Lugar     |       |  |
|  |                    |                    |   |                  |                  |       |  |
|  | París Volley       | 2                  |   | Kędzierzyn-Koźle | 3                |       |  |
|  | Lokomotiv Bélgorod | 3                  |   |                  | París Volley     | 0     |  |

### Playoff
Los equipos que participan en la fase de playoff se enfrentan en una eliminatorias a doble partido donde cada equipo ganador de un grupo se enfrenta a uno de los segundos de otros grupos: el equipo que gana el mayor número de set se clasifica para la siguiente ronda. En la eventualidad que ambos equipos se hayan llevado el mismo número de set el equipo con la mejor diferencia entre puntos ganados y perdidos gana la eliminatoria. 
| Ida - 13 de febrero                                                   | Vuelta - 20 de febrero                                           |
| --------------------------------------------------------------------- | ---------------------------------------------------------------- |
| Modena - Friedrichshafen 3-1 (21-25, 25-21, 25-15, 25-17)             | Friedrichshafen - Modena 3-2 (25-23, 20-25, 21-25, 25-20, 16-14) |
| Kędzierzyn-Koźle - Maaseik 3-0 (25-19, 27-25, 25-19)                  | Maaseik - Kędzierzyn-Koźle 3-1 (21-25, 25-17, 25-19, 25-21)      |
| Stade Poitevin - París Volley 3-2 (25-22, 25-19, 18-25, 18-25, 17-15) | París Volley - Stade Poitevin 3-0 (25-21, 25-21, 25-23)          |
| Bélgorod - MGTU Moscú 3-1 (25-20, 13-25, 17-25, 20-25)                | MGTU Moscú - Bélgorod 1-3 (25-11, 25-23, 17-25, 25-19)           |

### Final Four
En la final Four se disputan a partido único las dos semifinales y las finales por el título y por el 3/4 puesto. Fue organizada entre el 22 y el 23 de marzo en Milán  y el Lokomotiv Bélgorod de Rusia se coronó campeón por primera vez en su historia derrotando por 3-0 los italianos del Pallavolo Modena.
| Fecha       | Partido                   | Resultado                               |
| ----------- | ------------------------- | --------------------------------------- |
| 22 de marzo | Modena - Kędzierzyn-Koźle | 3-1 (32-30, 23-25, 25-15, 25-14)        |
| 22 de marzo | París Volley - Bélgorod   | 2-3 (32-30, 23-25, 26-24, 21-25, 10-15) |

| Fecha       | Partido                         | Resultado                 |
| ----------- | ------------------------------- | ------------------------- |
| 23 de marzo | Kędzierzyn-Koźle - París Volley | 3-0 (26-24, 28-26, 25-21) |

| Fecha       | Partido           | Resultado                 |
| ----------- | ----------------- | ------------------------- |
| 22 de marzo | Modena - Bélgorod | 0-3 (22-25, 24-26, 23-25) |

### Campeón
| Campeón de la Liga de Campeones de 2002-03 |
| ------------------------------------------ |
| Lokomotiv Bélgorod 1º Título               |